# Písečné (ort i Tjeckien, Vysočina)
Písečné är en ort i Tjeckien.   Den ligger i regionen Vysočina, i den centrala delen av landet, 140 km öster om huvudstaden Prag. Písečné ligger 616 meter över havet och antalet invånare är 209.
Terrängen runt Písečné är platt västerut, men österut är den kuperad. Runt Písečné är det ganska tätbefolkat, med 111 invånare per kvadratkilometer. Närmaste större samhälle är Nové Město na Moravě, 11,7 km väster om Písečné. Omgivningarna runt Písečné är en mosaik av jordbruksmark och naturlig växtlighet.